# ゲンキダシテ
『ゲンキダシテ』は、大黒摩季の16枚目のシングル。CDコードはJBDJ-1026。イチローが出演したアサヒ飲料「MITSUYA CIDER」CMソング。

## 概要
- ビデオクリップは「愛してます」以来の海外で撮影され、オープンカーで走行する大黒の姿や、広大な海岸にそびえ立つ崖で、夕日をバックにサビを歌う様子が主に収録されている。
- CMアレンジとは違って、CDアレンジは、低音のドラムが響くパワフルなアレンジとなっている。

## 収録曲
1. ゲンキダシテ (作詞・作曲 大黒摩季／編曲 葉山たけし)
2. You're not mine (作詞・作曲 大黒摩季／編曲 葉山たけし)
3. ゲンキダシテ(オリジナル・カラオケ)
4. You're not mine(オリジナル・カラオケ)

## 収録アルバム
ゲンキダシテ
- POWER OF DREAMS
- MAKI OHGURO BEST OF BEST〜All Singles Collection〜
- Greatest Hits 1991-2016 〜All Singles +〜

You're not mine
- Greatest Hits 1991-2016 〜All Singles +〜